# Matthias Aschenbrenner
Pour les articles homonymes, voir Aschenbrenner.
Matthias Aschenbrenner (né en 1972 à Bad Kötzting) est un mathématicien germano-américain. Il est professeur de mathématiques à l'université de Vienne et directeur du groupe de logique. Ses intérêts de recherche incluent l'algèbre différentielle (en) et la théorie des modèles.

## Formation et carrière
Aschenbrenner a obtenu son "Vordiplom" à l'université de Passau en 1996. En 2001, il a obtenu son doctorat de l'université de l'Illinois à Urbana-Champaign, où il était l'élève de Lou van den Dries. Pour sa thèse, il a reçu le prix Sacks 2001 de l'Association for Symbolic Logic. Après un poste de visiteur à l'université de Californie à Berkeley, Aschenbrenner a rejoint la faculté de l'université de l'Illinois à Chicago en 2003, puis à l'université de Californie à Los Angeles en 2007. Aschenbrenner a rejoint l'université de Vienne en 2020, où il est également directeur du groupe de logique,.

## Prix et distinctions
En 2012, Aschenbrenner est devenu membre de l'American Mathematical Society. Il a reçu conjointement le prix Karp 2018 avec Lou van den Dries et Joris van der Hoeven (en) « pour leurs travaux en théorie des modèles, en particulier sur l'algèbre différentielle asymptotique et la théorie des modèles des transséries »,. En 2018, Aschenbrenner a été conférencier invité au Congrès international des mathématiciens à Rio de Janeiro avec une conférence intitulée « On numbers, germs, and transseries ».

## Publications (sélection)
- Ideal membership in polynomial rings over the integers, J. Amer. Math. Soc., vol 17, 2004, p. 407–441. Arxiv
- avec Christoph Hillar: Finite generation of symmetric ideals, Trans. AMS, vol 359, 2007, p. 5171–5192. Arxiv 2004
- avec H. Schoutens: Lefschetz extensions, tight closure, and big Cohen-Macaulay algebras, Israel J. Math., vol 161, 2007, p. 221–310.
- avec Raymond Hemmecke: Finiteness theorems in stochastic integer programming, Found. Comput. Math., vol 7, 2007, p. 183–227. Arxiv 2005
- avec Christoph Hillar: An Algorithm for Finding Symmetric Gröbner Bases in Infinite Dimensional Rings, Arxiv 2008
- avec Stefan Friedl: Residual properties of graph manifold groups, Topology Appl., vol 158, 2011, S. 1179–1191.
- avec L. van den Dries, J. van der Hoeven: Towards a model theory for transseries, Notre Dame J. Form. Log., vol 54, 2013, p. 279–310. Arxiv
- avec S. Friedl: 3-manifold groups are virtually residually p, Memoirs of the AMS 225, 2013, Arxiv 2010
- avec S. Friedl, Henry Wilton: Decision problems for 3-manifolds and their fundamental groups, Arxiv 2014
- avec van den Dries, van der Hoeven: The surreal numbers as a universal H-field, J. EMS, Arxiv 2015
- avec S. Friedl, Henry Wilton: 3-Manifold Groups, EMS Series of Lectures in Mathematics, vol. 20, European Mathematical Society (EMS), Zürich, 2015. Arxiv
- avec Lou van den Dries, Joris van der Hoeven: Asymptotic Differential Algebra and Model Theory of Transseries, Annals of Mathematical Studies 195, Princeton UP 2017, Arxiv